# Elliptina
Elliptina es un género de foraminífero bentónico considerado como nomen nudum e invalidado, aunque también considerado un sinónimo posterior de Cenchridium, el cual es considerado a su vez un sinónimo posterior de Oolina de la Subfamilia Oolininae, de la Familia Ellipsolagenidae, de la Superfamilia Nodosarioidea, del Suborden Lagenina y del Orden Lagenida. Su rango cronoestratigráfico abarcaba el Holoceno.

## Discusión
Clasificaciones previas incluían Elliptina en la Superfamilia Nodosarioidea.

## Clasificación
Elliptina incluía a las siguientes especies:
- Elliptina inflata
- Elliptina truncata